# AS Douanes de Lomé
El AS OTR es un equipo de fútbol de Togo que compite en el Campeonato nacional de Togo, el torneo de fútbol más importante del país.

## Historia
Fue fundado el 19 de marzo del año 1975 en la capital Lomé con el nombre AS Douanes de Lomé y es un equipo que no ha ganado muchos títulos en su historia, ya que solo cuenta con 2 títulos de liga y ha ganado el torneo de copa 1 vez. El 17 de septiembre de 2015 el club cambia su nombre por el que tiene actualmente.
A nivel internacional ha participado en 6 torneos continentales, donde nunca ha avanzado más allá de la Segunda ronda.

## Palmarés
- Campeonato nacional de Togo: 2

2002, 2005
- Copa de Togo: 1

2004

## Participación en competiciones de la CAF
| Temporada | Torneo                       | Ronda      | Club              | Casa | Visita | Global  |
| --------- | ---------------------------- | ---------- | ----------------- | ---- | ------ | ------- |
| 2003      | Liga de Campeones de la CAF  | Preliminar | CD Elá Nguema     | 1-0  | 0-0    | 1-0     |
| 2003      | Liga de Campeones de la CAF  | 1          | Hearts of Oak     | 1-3  | 0-1    | 1-4     |
| 2004      | Liga de Campeones de la CAF  | 1          | Dragons           | 0-0  | 1-1    | 1-1 (a) |
| 2004      | Liga de Campeones de la CAF  | 2          | Africa Sports     | 0-1  | 1-4    | 1-5     |
| 2005      | Copa Confederación de la CAF | 1          | Mogas 90 FC       | 3-1  | 0-1    | 3-2     |
| 2005      | Copa Confederación de la CAF | 2          | Stade d'Abidjan   | 1-0  | 0-3    | 1-3     |
| 2006      | Liga de Campeones de la CAF  | 1          | ASC Port Autonome | 0-0  | 2-3    | 2-3     |
| 2013      | Copa Confederación de la CAF | 1          | WAC Casablanca    | 1-1  | 0-3    | 1-4     |
| 2014      | Copa Confederación de la CAF | Preliminar | CI Kamsar         | 2-0  | 1-1    | 3-1     |
| 2014      | Copa Confederación de la CAF | 1          | Wadi Degla FC     | 1-1  | 0-2    | 1-3     |

## Jugadores

### Jugadores destacados
- Ismaila Atte-Oudeyi
- Albert Batsa
- Daré Nibombé
- Tadjou Salou